# Championnat de Chypre de football 1983-1984
Navigation
Saison précédente Saison suivante
La saison 1983-1984 du Championnat de Chypre de football était la 46e édition officielle du championnat de première division à Chypre. Les quatorze meilleurs clubs du pays se retrouvent au sein d'une poule unique, la Cypriot First Division, où ils s'affrontent 2 fois, à domicile et à l'extérieur. En fin de saison, les 2 derniers du classement sont relégués et remplacés par le champion de D2 ainsi que son dauphin.
L'Omonia Nicosie remporte un nouveau titre de champion de Chypre en terminant en tête du championnat. Il s'agit du 13e titre, le 10e en 11 saisons. L'Omonia devance de 5 points l'Apollon Limassol et de 8 points le Pezoporikos Larnaca. L'APOEL Nicosie ne termine qu'à la 4e place mais remporte un nouveau titre après sa victoire en finale de la Coupe de Chypre. En bas de classement, les 2 promus de deuxième division, l'Ermis Aradippou et l'Ethnikos Achna, font l'ascenseur et redescendent en D2.

## Les 14 clubs participants
| - AEL Limassol - Ethnikos Achna - Promu de D2 - EPA Larnaca - Nea Salamina Famagouste - Omonia Nicosie - APOEL Nicosie - Ermis Aradippou - Promu de D2 | - Pezoporikos Larnaca - Anorthosis Famagouste - Aris Limassol - Apollon Limassol - EN Paralimni - Alki Larnaca - Omonia Aradippou |

## Compétition

### Classement
Le barème utilisé pour établir le classement est le suivant :
- Victoire : 2 points
- Match nul : 1 point
- Défaite : 0 point

| Rang | Équipe                | Pts | J  | G  | N  | P  | Bp | Bc | Diff |
| ---- | --------------------- | --- | -- | -- | -- | -- | -- | -- | ---- |
| 1    | Omonia Nicosie T      | 42  | 26 | 18 | 6  | 2  | 59 | 19 | +40  |
| 2    | Apollon Limassol      | 37  | 26 | 14 | 9  | 3  | 50 | 28 | +22  |
| 3    | Pezoporikos Larnaca   | 34  | 26 | 12 | 10 | 4  | 34 | 17 | +17  |
| 4    | APOEL Nicosie C       | 33  | 26 | 12 | 9  | 5  | 42 | 23 | +19  |
| 5    | Anorthosis Famagouste | 29  | 26 | 9  | 11 | 6  | 34 | 29 | +5   |
| 6    | EN Paralimni          | 27  | 26 | 9  | 9  | 8  | 31 | 28 | +3   |
| 7    | AEL Limassol          | 26  | 26 | 9  | 8  | 9  | 30 | 26 | +4   |
| 8    | EPA Larnaca           | 25  | 26 | 6  | 13 | 7  | 28 | 31 | -3   |
| 9    | Alki Larnaca          | 22  | 26 | 6  | 10 | 10 | 26 | 28 | -2   |
| 10   | Aris Limassol         | 22  | 26 | 5  | 12 | 9  | 24 | 35 | -11  |
| 11   | Nea Salamina          | 22  | 26 | 7  | 8  | 11 | 25 | 41 | -16  |
| 12   | Omonia Aradippou      | 16  | 26 | 4  | 8  | 14 | 23 | 41 | -18  |
| 13   | Ethnikos Achna P      | 16  | 26 | 6  | 4  | 16 | 29 | 56 | -27  |
| 14   | Ermis Aradippou P     | 13  | 26 | 3  | 7  | 16 | 23 | 56 | -33  |

|  | Qualification pour la Coupe des clubs champions 1984-1985                              |
|  | Qualification pour la Coupe des Coupes 1984-1985                                       |
|  | Qualification pour la Coupe UEFA 1984-1985                                             |
|  | Relégation directe en deuxième division                                                |
|  | T : Tenant du titre C : Vainqueur de la Coupe de Chypre P : Promu de deuxième division |

## Bilan de la saison
| Championnat de Chypre de football 1983-1984 |                                    |
| Champion                                    | Omonia Nicosie (13e titre)         |
| Coupes et trophées                          |                                    |
| Vainqueur de la Coupe de Chypre 1983-1984   | APOEL Nicosie                      |
| Qualifications continentales                |                                    |
| Coupe des clubs champions 1984-1985         | Omonia Nicosie                     |
| Coupe des Coupes 1984-1985                  | APOEL Nicosie                      |
| Coupe UEFA 1984-1985                        | Apollon Limassol                   |
| Promotions et relégations                   |                                    |
| Promus en Cypriot First Division            | Olympiakos Nicosie Evagoras Paphos |
| Relégués en Cypriot Second Division         | Ethnikos Achna Ermis Aradippou     |